# 電気穿孔法
電気穿孔法（でんきせんこうほう、英語: electroporation）とは電気パルスで細胞膜に孔をあけ物質を導入する手法である。エレクトロポレーションと呼ばれる。形質転換法の一種として用いる場合は、細胞懸濁液に電気パルスをかけることで細胞膜に微小な穴を空け、DNAを細胞内部に送り込むことで、形質転換することができる。
この方法は、大腸菌や動物細胞、糸状菌などの形質転換に使用されている。
他の形質転換法に比べて簡単であることが大きな利点ではあるが、専用の器械を必要とすることなど短所も多い。
がん治療への応用も進んでおり、がん細胞への抗がん剤の導入に用いられていて、同様の手法は美容法にも応用されている。
さらに近年では不可逆的な穿孔による癌細胞の死滅を目的とする不可逆電気穿孔法が登場している。

## 受精卵へのエレクトロポレーション
遺伝子改変動物の作成を目的として、受精卵（zygote）へのエレクトロポレーションがおこなわれる。
受精卵へのエレクトロポレーションには、自作 (例: )あるいは専用の板状電極を用いる。市販の電極としてはBex社のLF501シリーズがある。

## 導入物質
エレクトロポレーションはDNAの導入による形質転換にしばしば用いられる。しかしDNA以外の物質を導入することにも用いられる。
導入対象とその利用目的は次のようになる。
- 核酸
  - DNA
    - plasmid: 形質転換, 子宮内電気穿孔法
    - dsDNA
    - ssODN: ゲノム編集 (CRISPR/Cas9)[6]

  - RNA
    - mRNA: 一過性発現
    - sgRNA: ゲノム編集 (CRISPR/Cas9)[6]
- タンパク質
  - Cas9: ゲノム編集 (CRISPR/Cas9)[6]
- 複合体
  - RNP
    - sgRNA/Cas9 RNP (CRISPR/Cas9)[7]

## エレクトロポレーター
エレクトロポレーションの効率は電気パルスの形状に強く影響を受ける。そのため、正確かつ多様な形状の電気パルスを発生させる、専用の電圧発生器が用いられる場合が多い。一般にこの発生器をエレクトロポレーターと呼ぶ。